# Шовна
Шовна — река в России, протекает по территории Кольского района Мурманской области. Устье реки находится в 46 км по левому берегу реки Туломы на высоте 18,4 метров над уровнем моря. Длина реки — 39 км, площадь её водосборного бассейна — 510 км². Протекакет через озеро Шовнаявр.

## Притоки
Основные притоки:
- В 4,9 км от устья, по правому берегу реки впадает река Виймь.
- В 24 км от устья, по правому берегу реки впадает река Пельба.
- В 32 км от устья, по правому берегу реки впадает река Лобь-лубл.

## Данные водного реестра
По данным государственного водного реестра России относится к Баренцево-Беломорскому бассейновому округу, водохозяйственный участок реки — Тулома от Верхнетуломского гидроузла и до устья, речной подбассейн реки — подбассейн отсутствует. Речной бассейн реки — бассейны рек Кольского полуострова, впадает в Баренцево море.